# Mers-sur-Indre
 Mers-sur-Indre  es una población y comuna francesa, en la región de  Centro, departamento de Indre, en el distrito de La Châtre y cantón de Neuvy-Saint-Sépulchre.

## Demografía
| 653 | 565 | 522 | 434 | 459 | 584 |
| Para los censos de 1962 a 1999 la población legal corresponde a la población sin duplicidades (Fuente: INSEE [Consultar]) |     |     |     |     |     |